# Silke Jäger
Silke Jäger (* 6. Februar 1968 in Freital als Silke Liebisch) ist eine ehemalige deutsche Volleyballspielerin.
Silke Jäger war ca. 50-fache Nationalspielerin für die DDR und Deutschland und wurde 1991 bei der Europameisterschaft in Italien Dritte. Sie begann mit dem Volleyball in Freital und spielte später für den SC Dynamo Berlin, mit dem sie mehrfach DDR-Meister wurde. Nach der Wende spielte Jäger beim Bundesligisten CJD Berlin, mit dem sie 1992 den DVV-Pokal gewann. Danach wechselte die Mittelblockerin zum Ligakonkurrenten Bayern Lohhof und 1995 zum 1. VC Schwerte.
Mit dem SCU Lüdinghausen und dem USC Münster wurde Jäger mehrfach Deutsche Seniorenmeisterin.